# Вырубов, Дмитрий Николаевич
Дмитрий Николаевич Вырубов (1900 — 1978) — советский учёный в области двигателестроения, доктор технических наук, профессор; Заслуженный деятель науки и техники РСФСР (1966), лауреат Государственной премии СССР (1974).
Педагог, основатель научно-педагогической школы в области смесеобразования и сгорания в тепловых двигателях. Автор более 120 научных работ, подготовил 31 кандидата и 5 докторов технических наук.

## Биография
Родился 24 апреля 1900 года в Санкт-Петербурге в семье известного врача Николая Вырубова и его жены Натальи Николаевны.
В 1917 году окончил реальное училище в Москве и поступил в университет, который оставил из-за недостатка средств на обучение. После Октябрьской революции оказался в Томске с эвакуированным туда отцом. До 1919 года работал в Томске чертежником и репетитором. Когда отец в 1920 году решил двигаться на восток в Иркутск, Дмитрий вступил в Красную армию на нестроевую службу. В этом же году он был направлен  для продолжения образования в Томский технологический институт (ныне Томский политехнический университет), который окончил в 1924 году.
С мая 1925 года работал в Москве научным сотрудником Всесоюзного теплотехнического института им. Ф. Дзержинского (ВТИ, ныне Всероссийский теплотехнический институт). В этот период индустриализации СССР, в стране развертывались работы по исследованию силовых установок. Д. Н. Вырубов проводил работы по технике проведения испытаний двигателей, участвовал в испытаниях и освоении нового оборудования на турбинах и дизельных электростанциях.
Работал в ВТИ по 1936 год, вел научную и общественную работу. В 1930—1932 годах был заместителем председателя секции тяжелых топлив Автотракторной комиссии ВСНХ, с 1932 года — уполномоченный СНР (секция научных работников) ВТИ, с 1933 года — председатель Бюро СНР ВТИ, в 1934—1936 годах был членом Научно-технического совета по теплотехнике и квалификационной комиссии ВТИ, с 1935 года — членом редколлегии журнала «Дизелестроение».
С 1936 года, после передачи лаборатории ВТИ в МВТУ им. Баумана, последующая научная и педагогическая деятельность Дмитрия Николаевича Вырубова была связана с кафедрой «Двигатели внутреннего сгорания» этого вуза.
В 1938 году научно-педагогическая работа была отмечена присвоением ему ученой степени кандидата технических наук без защиты диссертации. В 1940 году он защитил докторскую диссертацию на тему «Смесеобразование в двигателях Дизеля». В 1945 году ему было присуждено ученое звание профессора.
В годы Великой Отечественной войны Д. Н. Вырубов занимался специальными работами для оборонных организаций. В послевоенные годы участвовал в подготовке специалистов по ракетной и космической энергетике. Научную работу в МВТУ сочетал с работой в промышленности: в 1947—1949 годах был научным руководителем отдела и консультантом в НИИ-1; в 1949—1959 годах — научным руководителем и затем консультантом в ЦИАМ; был членом технико-экономического Совета Мособлсовнархоза.
Умер 26 декабря 1978 года в Москве, кремирован на Николо-Архангельском кладбище.
Был награждён орденами Ленина и Трудового Красного Знамени, а также медалями. В 1975 году Д.Н. Вырубов был занесен в книгу почета МВТУ им. Баумана.